# Cerura delavalii
Cerura delavalii är en fjärilsart som beskrevs av Kirby 1892. Cerura delavalii ingår i släktet Cerura och familjen tandspinnare. Inga underarter finns listade i Catalogue of Life.